# Mutant
Mutant je organismus, který se díky mutaci (resp. mutacím) v některé podstatné vlastnosti (vlastnostech) výrazně odlišuje od ostatních jedinců svého druhu (resp. populace). Řada technik genového inženýrství (zejména v oblasti genového inženýrství rostlin a mikroorganismů) spočívá v úmyslné výrobě mutantů za pomoci umělého vyvolávání mutací (například ozařováním za pomoci ionizujího záření či chemických mutagenů) a naději, že některý z mutantů vykáže využitelné pozitivní vlastnosti.

## Mutanti v kultuře
Mutanti jakožto inteligentní bytosti často vystupují v počítačových hrách a sci-fi nebo fantasy dílech. V řadě z nich je vztah společnosti k mutantům, využívání jejich mimořádných schopností i etika jejich cíleného vytváření hlavním tématem díla a pomáhají vytvářet dějové zápletky. Často zde ovšem dochází k záměně významu u slov mutant, geneticky modifikovaný organismus či tvor a někdy i kříženec (první pojem označuje organismus, který vznikl náhodnými mutacemi, byť třeba uměle vyvolanými, druhý zahrnuje mimo to i organismy vytvořené či pozměněné cílenou modifikací spočívající v zanesení konkrétních cizorodých genů, třetí potomka mezidruhového křížení).
Samotný pojem mutant, je často využíván v amerických komiksech, kde označuje jedince, který získal nadlidské schopnosti specifickými způsoby (jako je kontaminace chem. látkami, radiace či odchylka DNA). Příběhy o X-Menech od vydavatelství Marvel Comics pojednávají o mutantech, kteří se rodí s tzv. genem X, který je aktivován v pubertě, a právě tehdy se začne projevovat, že tito jedinci patří k jinému lidskému druhu (Homo superior). Komiksy, animované seriály a filmy o X-Menech nesou často sociálně relevantní poselství o marginalizaci menšin ve společnosti.